# Uloborus humeralis
Uloborus humeralis är en spindelart som beskrevs av Johan Coenraad van Hasselt 1882. Uloborus humeralis ingår i släktet Uloborus och familjen krusnätsspindlar. Utöver nominatformen finns också underarten U. h. marginatus.